# Francesco Mandelli
Francesco Maria Mandelli (Erba, 3 aprile 1979) è un attore, regista, conduttore televisivo, sceneggiatore, musicista e conduttore radiofonico italiano.

## Biografia
Nato ad Erba, in provincia di Como, da padre brianzolo e da madre sarda, trascorre però la propria giovinezza ad Osnago, in provincia di Lecco, per poi frequentare il Liceo Scientifico "Maria Gaetana Agnesi" a Merate. Debutta in televisione nel 1998 nel programma di MTV Italia Tokusho, in veste di co-conduttore insieme ad Andrea Pezzi. All'interno dello show veste i panni del "nongiovane", soprannome con cui viene conosciuto dal pubblico di MTV, che poi diventerà "nongio" per abbreviazione. Nel 1999 debutta come attore con il film Tutti gli uomini del deficiente, regia di Paolo Costella, a cui fanno seguito, tra gli altri, Ora o mai più (2003), regia di Lucio Pellegrini, Manuale d'amore (2005), regia di Giovanni Veronesi, Natale a Miami (2005), Natale a New York (2006), entrambi per la regia di Neri Parenti, e Generazione 1000 euro (2009), regia di Massimo Venier. Nel 2008 partecipa al programma TV Non perdiamoci di vista al fianco della conduttrice Paola Cortellesi e del musicista Rocco Tanica; il programma, anche se ben recensito, non decolla negli ascolti e termina dopo le cinque puntate programmate.
Tra il 2000 e il 2013 fa parte di un gruppo musicale, gli Orange, di cui è voce e chitarra, accompagnato alla batteria da Enrico Buttafuoco. A febbraio 2009 è uscito il primo album, Certosa con l'etichetta Midfinger prodotto da Giorgio Pona e Gransta MSV, e nel 2011 pubblica il secondo album, Rock Your Mocassins, per l'etichetta GPees prodotto sempre da Giorgio Pona. Ha suonato inoltre con la band Hot Gossip, e improvvisa live e apparizioni nei film dell'amico musicista newyorkese Adam Green, con cui è stato in tour in Italia e in Europa nell'autunno del 2013, accompagnandolo alla chitarra. Altri progetti musicali sono gli Shazami in coppia con Federico Russo e i Dead Visions band garage rock di cui è il cantante dal 2018. Insieme al suo collega Fabrizio Biggio è autore e coprotagonista della serie I soliti idioti per 4 stagioni su MTV, dalla quale sono tratti due film campioni di incassi nel 2011 e 2012, I soliti idioti - Il film e I 2 soliti idioti. Sempre insieme a Fabrizio Biggio e alla cantante Nina Zilli, ha presentato la sesta edizione dei TRL Awards che si sono tenuti a Firenze, in piazza Santa Croce, il 20 aprile 2011. Per l'occasione ha vestito i panni del suo personaggio di maggior successo, il protagonista della sitcom I soliti idioti, Ruggero De Ceglie. Dal 2010 al 2012 partecipa come co-protagonista nella serie TV Squadra antimafia - Palermo oggi, nel ruolo dell'ispettore Luca Serino. Nel 1998 lavora a Radio Deejay sempre al fianco di Andrea Pezzi nella trasmissione radiofonica Per noi giovani, dal 2007 al 2010 conduce 105 Weekend e dal 2010 al 2011 con Dario Spada e Daniele Battaglia 105 Night Express su Radio 105.  
Il 2 luglio 2011 ha condotto la terza e ultima serata degli MTV Days 2011, presso piazza Castello a Torino. Il 15 febbraio 2012 è ospite assieme a Fabrizio Biggio al Festival di Sanremo nei panni de I soliti idioti. Nello stesso anno doppia il personaggio Butt-head nell'ottava stagione della serie animata Beavis and Butt-head, mentre il collega Biggio presta la voce a Beavis. Dopo il film I 2 soliti idioti, nel 2013 recita da protagonista in Pazze di me per la regia di Fausto Brizzi. Ad agosto 2013 esce il cartoon Pixar da lui doppiato Monsters University e alla fine dello stesso anno lo ritroveremo tra i protagonisti di Colpi di fortuna regia di Neri Parenti. A ottobre 2013 insieme a Fabrizio Biggio è protagonista di una performance dell'artista Maurizio Cattelan all'Accademia di belle arti di Bologna. Il 14 dicembre 2014 viene annunciata da Carlo Conti la sua partecipazione al Festival di Sanremo 2015 insieme a Fabrizio Biggio con il brano Vita d'inferno. Al termine della quarta serata, il brano è tra i quattro esclusi dalla finale. Nel marzo 2015 esce il nuovo film del duo comico, La solita commedia - Inferno.
Tifoso del Milan, squadra per la quale commenta occasionalmente le partite nella trasmissione di Rai 2 Quelli che il calcio, nel 2016 è protagonista del film I babysitter e nel 2017 partecipa nel video musicale L'esercito del selfie degli artisti Takagi & Ketra con Arisa e Lorenzo Fragola. Dalla stagione 2017-2018 di Quelli che il calcio dal 10 settembre su Rai 2, diventa inviato fisso della trasmissione. Nel 2014 è uscito il suo primo libro, Osnangeles, una raccolta di racconti sulla provincia dove è cresciuto, e a novembre 2018 esce il suo secondo libro, dal titolo Mia figlia è un'astronave, un romanzo edito da Deaplaneta. Nel 2018 debutta a teatro con il monologo scritto dal drammaturgo americano Will Eno dal titolo Proprietà e atto (esilio permanente) con la regia di Leonardo Lidi. Nel 2018 è regista del film Bene ma non benissimo, teen movie che ha come tema il problema del bullismo, presentato al Festival del Cinema di Roma. Nel 2019 lo vediamo sul set del film Cops - Una banda di poliziotti con Claudio Bisio. Nel 2020, con il suo gruppo Dead Visions, pubblica i singoli Black seagull e I got you, che anticipano il loro primo album A sea of troubles, uscito il 29 maggio. Nel 2021 presenta Honolulu, al fianco di Fatima Trotta, programma comico di nove puntate che sostituisce Colorado il mercoledì sera da settembre a novembre su Italia 1. Nel dicembre del 2022 affianca Fabrizio Biggio, con cui da poco si è riappacificato, nelle vesti de I soliti idioti in alcuni episodi di Viva Rai2! Nel 2023 I soliti idioti tornano insieme con un tour teatrale cui segue il film I soliti idioti 3 - Il ritorno a dodici anni dall'ultimo.

## Filmografia

### Attore

#### Cinema
- Tutti gli uomini del deficiente, regia di Paolo Costella (1999)
- Ora o mai più, regia di Lucio Pellegrini (2003)
- Manuale d'amore, regia di Giovanni Veronesi (2005)
- Natale a Miami, regia di Neri Parenti (2005)
- Natale a New York, regia di Neri Parenti (2006)
- Generazione 1000 euro, regia di Massimo Venier (2009)
- I soliti idioti - Il film, regia di Enrico Lando (2011)
- I 2 soliti idioti, regia di Enrico Lando (2012)
- Pazze di me, regia di Fausto Brizzi (2013)
- Colpi di fortuna, regia di Neri Parenti (2013)
- La solita commedia - Inferno, regia di Francesco Mandelli, Fabrizio Biggio e Martino Ferro (2015)
- Natale col boss, regia di Volfango De Biasi (2015)
- I babysitter, regia di Giovanni Bognetti (2016)
- Si muore tutti democristiani, regia de Il Terzo Segreto di Satira (2018)
- Bene ma non benissimo, regia di Francesco Mandelli (2018)
- Notti in bianco, baci a colazione, regia di Francesco Mandelli (2021)
- La cura, regia di Francesco Patierno (2022)
- I soliti idioti 3 - Il ritorno, regia di Francesco Mandelli, Fabrizio Biggio e Ferruccio Martini (2024)
- Ricomincio da taaac, regia di Pietro Belfiore, Davide Bonacina, Andrea Fadenti, Andrea Mazzarella e Davide Rossi (2024)

#### Televisione
- I soliti idioti – serie TV, 52 episodi (2009-2012)
- Squadra antimafia - Palermo oggi – serie TV, 19 episodi (2010-2012)
- Cops - Una banda di poliziotti – serie TV, 4 episodi (2020-2021)

#### Videoclip
- L'esercito del selfie (2017)
- Da sola/In the night (2018)
- Amore a prima insta (2018)
- Ciclone (2020)

### Regista
- La solita commedia - Inferno, co-regia con Fabrizio Biggio e Martino Ferro (2015)
- Bene ma non benissimo (2018)
- Appena un minuto (2019)
- Notti in bianco, baci a colazione (2021)
- I soliti idioti 3 - Il ritorno, co-regia con Fabrizio Biggio e Ferruccio Martini (2024)

### Sceneggiatore
- I soliti idioti – serie TV (2009-2012)
- I soliti idioti - Il film, regia di Enrico Lando (2011)
- I 2 soliti idioti, regia di Enrico Lando (2012)
- La solita commedia - Inferno, regia di Francesco Mandelli, Fabrizio Biggio e Martino Ferro (2015)
- I soliti idioti 3 - Il ritorno, regia di Francesco Mandelli, Fabrizio Biggio e Ferruccio Martini (2024)

### Doppiatore
- Beavis and Butt-head[8] – Butt-head (8ª stagione)
- Monsters University[9] – Terri
- Paddington[10], Paddington 2[11], Paddington in Perù  – Paddington
- Il più grande uomo scimmia del Pleistocene[12] – Edouard
- Pets - Vita da animali[13], Pets 2 - Vita da animali[14] – Nevosetto

## Programmi televisivi
- Tokusho (1997-1998)
- MTV Select (2000)
- MTV Mad (2000-2002)
- Roma Live (2000-2001)
- Videoclash (2001-2002)
- MTV On the Beach (2001-2003)
- Sushi (2002)
- I Cauboi (2002)
- MTV En Cuba (2003)
- MTV Road Trip (2004)
- Dance Show (2004-2005)
- School in Action (2005-2007)
- Spottambuli (2005)
- Videovacation (2005)
- Switch Trip (2006)
- MTV Bathroom (2006)
- MTV 10 The Most (2007)
- Black Box (2008)
- MTV The Most (2008-2009)
- Play 4 Your Rights (2008)
- Lazarus (2008)
- Non perdiamoci di vista (2008)
- TRL Awards (2011)
- Start! (2016-2017)
- Lost in Paramount (2016)
- MTV Awards (2016)
- Start 17 TIM (2017)
- Quelli che il calcio (2017-2019) – inviato
- Revolution - Storie dal futuro (2020)
- Honolulu (2021)
- Viva Rai2! (2022)
- Prova prova sa sa (dal 2022)[15]

## Programmi radiofonici
- 105 Weekend (Radio 105, 2007-2010)
- 105 Night Express (Radio 105, 2010-2011)

## Opere
- I soliti idioti, Mondadori, 2012
- Osnangeles, Baldini+Castoldi, 2014
- Mia figlia è un'astronave, DeA Planeta Libri, 2018

## Discografia

### Con gli Orange
Album
- 2009: Certosa
- 2011: Rock your mocassins

### Con i Dead Visions
Album
- 2020: A sea of troubles

Singoli
- 2020: Black seagull
- 2020: I got you
- 2023: A Matter of time
- 2025: Don't Run
- 2025: Take my Hand